# Джалалов, Баходир Фазлетдинович
Баходи́р Фазлетди́нович Джала́лов (узб. Bahodir Jalolov Fazliddinovich, также известен как Баходи́р Джала́л; 27 мая 1948; Ташкент, Узбекская ССР, СССР) — советский и узбекистанский художник. Народный художник Узбекистана (1991), лауреат Государственной премии СССР (1984). Академик Академии художеств Узбекистана.

## Биография
Баходир Джалалов родился 27 мая 1948 года в Ташкенте.
Детство художника прошло в Ферганской долине. Отец — уроженец Маргилана — с ранних лет обучал своего сына рисованию.
В 1968 году окончил Республиканское художественное училище имени П. П. Бенькова. Большое влияние на творчество Джалалова оказали наставники художника — Абдулхак Абдуллаев, Чингиз Ахмаров, Николай Шин и Рузы Чарыев.
В том же году Баходир Джалалов поступил в Институт живописи, скульптуры и архитектуры имени И. Е. Репина. Там он учился в мастерской Андрея Мыльникова, куда попал не сразу.
В студенческие годы познакомился с будущей женой Галиной. Они учились в одном институте на разных факультетах.
В 1973 году Джалалов побывал на встрече Марка Шагала со студентами, прошедшей в рамках визита мастера в СССР. Эта встреча произвела на тогда молодого художника большое впечатление.
В 1974 году Баходир Джалал успешно закончил институт.
С 1974 по 1980 годы преподавал в Ташкентском театрально-художественном институте.
Известно, что художник во второй половине 70-х стажировался в Италии.
С 1987 по 1992 годы возглавлял Союз художников Узбекистана.
С 1997 года Баходир Джалал преподает в Национальном институте искусств и дизайна имени Камолиддина Бехзода.
В 2000 году Джалалову присвоено учёное звание профессора.

## Творчество

### Монументальное искусство
Одним из ранних творений Баходира Джалалова стала его дипломная работа — роспись «Навруз» для интерьера ресторана «Зеравшан» в Ташкенте.
Художник приобрёл широкую известность благодаря монументальным работам, выполненным в 80-е годы XX века в разных городах Узбекистана. Среди них:
- Роспись в фойе столовой санатория «Чимиён» (Ферганская область, 1981)[1];
- Гобелен «Торжество человеческого разума» в дворце Дружбы народов[3];
- Роспись в фойе музыкального драматического театра по мотивам произведения Шарафа Рашидова «Кашмирская легенда» (Карши, 24×5, 1983);
- Роспись «Сбор урожая» в клубе насосной станции в Талимарджане (1983[1]);
- Роспись «Посланники вечности» в Доме кино (совместно с Джавлоном Умарбековым, 40×4 м[5], 1982—84). Работа утрачена при сносе здания в 2018 году под строительство Ташкент-Сити[9];
- Фреска «Рождение танца» в бывшем концертном зале «Бахор» (1982).
В 2003 году началась реконструкция площади Мустакиллик, в рамках которой было снесено здание библиотеки имени Алишера Навои (оно и «Бахор» являлись частями единого комплекса), а на его месте построено административное здание Сената Олий Мажлиса. Постановлением правительства предусматривалось сохранение здания концертного зала с его последующей реконструкцией[10], однако ряд источников сообщает, что здание концертного зала всё же было снесено[4][11]. По состоянию на 2019 год, здание Сената закрыто для посещения широкой публикой, как следствие, нынешнее состояние росписи Баходира Джалала достоверно не известно[12][13];
- Фреска «История узбекского театра» в театре города Коканда (ранее — драматический театр имени Хамзы) (1987, по другим данным — 1989 год). Автор рассказывал, что он «нарисовал данную фреску, вдохновившись настенными картинами-фресками в музее „Афрасиаб“».
В 2016 году роспись была изменена без согласия автора. Местные чиновники посчитали, что произведение искусства «противоречит нормам ислама», после чего полуобнаженным женщинам-ангелам были пририсованы одежда и вуаль, прикрывающие тела и лица персонажей. Искусствовед Акмаль Ризаев обратил внимание, что неизвестные художники также «нарисовали кокандские тюбетейки и чапаны историческим персонажам в образе советских солдат. Часть фрески, на которой изображен поэт Хамза Хакимзаде Ниязи, перекрыта гипсокартоном»[14].
Ситуация получила широкую огласку в июне 2018 года и вызвала негативную реакцию общественности. Месяц спустя в министерстве культуры Узбекистана сообщили, что ведомство найдет средства на восстановление фрески и что Баходир Джалал готов самостоятельно восстановить собственную работу. Реставрация была намечена на 2019 год[11][15].

В 90-е годы Баходиром Джалалом были созданы следующие работы:
- Фреска «Сны Омара Хайяма» в дворце «Туркистон» в Ташкенте (30×16 м, 1993). По воспоминаниям Джалала, изначально вместо неё должна была быть работа по мотивам «Пятерицы». Будучи наполовину готовой, она не понравилась одному из чиновников, и на следующий день её начали сбивать[5].
- Фреска «Под сводом вечности» в Государственном музее истории Узбекистана размером 12×10 м была написана в 1995 году.
Баходир Джалалов вспоминал, что под давлением одного из чиновников ему пришлось дописать на фреске портрет Ислама Каримова, занимавшего тогда пост президента Узбекистана. «А когда сам Президент увидел себя возвышающимся над другими героями фрески, совершенно справедливо сказал — „убрать“. И чтобы быть угодными, эти люди не обратившись к автору за устранением ошибки, уничтожили всю фреску полностью. На всякий случай. Конечно, я возмутился, шумел, пытаясь добиться справедливости…», — рассказывал Джалалов[5]. Всего фреска просуществовала 7 лет[9]. В 2002 году художник издал за свой счёт брошюру «Под сводом вечности», посвященную уничтоженному произведению[9].

Художник также является автором нескольких росписей за пределами Узбекистана:
- Фреска «Золотой век» в здании школы (Бустон, 1988—89);
- Роспись «Кортрейк 200»[1] (Кортрейк, 1990).

### Живопись
- «Закат Арала» (1987)
- «Индия. Вчера, сегодня, завтра» (1990)
- «Мифология 21 века» (1991)
- «Похищение Европы» (1993)

#### Портреты
- Портрет Камиля Ярматова (1975)[16]
- Портрет Мухиддина Рахимова (1980)
- Портрет Малика Каюмова (1984—1985)[16]
- Цикл «Великий путь» (портреты Ислама Каримова, 2014), включающий в себя 5[17] полотен, среди которых:
  - «Экология»
  - «Нет любви выше любви»
  - «Противостояние» («Солнечное затмение»)
  - «Встречая новый день»

Баходир Джалалов также является автором портретов поэта Саида Ахмада, клоуна Акрама Юсупова, актрис Яйры Абдуллаевой и Тути Юсуповой.

### Персональные выставки
- «Плюс & Минус» (2007)[18]
- «Восторг безмолвного свидетеля»:
  - Ташкент, 2008
  - Москва, 2009[19][20][21]
- «…И тогда всё началось» (2018)[22][23][4]

## Награды, премии и звания
- Серебряная медаль Академии художеств СССР — за портрет Камиля Ярматова[24]
- Член Союза художников СССР (1974)
- Государственная премия СССР в области литературы, искусства и архитектуры (1984) — за монументальные росписи «Сбор урожая» в клубе насосной станции в Талимарджане и «Рождение танца» в концертном зале «Бахор» в Ташкенте
- Народный художник Узбекистана (1991)[25]
- Государственная премия Республики Узбекистан в области литературы, искусства и архитектуры имени Алишера Навои (1991)[26]
- Член Академии художеств Узбекистана (1997)
- Член Национальной Академии художеств Киргизии (1998)
- Член Российской академии художеств:
  - в 2009—2011 годах — почётный член[24]
  - с 2011 года — действительный член[22]
- Победитель творческого конкурса по созданию портрета И. А. Каримова в целях увековечивания его памяти (2017)[17]
- Орден «Трудовая слава» (2018)[27][28]